# José de Cáseda
José de Cáseda y Villamayor (Tudela, c. 1660 - Sigüenza, 2 de enero de 1725) fue un compositor barroco y maestro de capilla español.

## Vida
Hijo del que fuera maestro de capilla de El Pilar de Zaragoza, Diego de Cáseda, y Esperanza Villamayor y Rosales. Probablemente se formó con su padre, como uno de los infantes del Pilar.

### Magisterio en Calahorra
En 1682, tras el fallecimiento del maestro Marín del Valle, acompañado de su padre, se presentó a las oposiciones a maestro de capilla de la Catedral de Calahorra en La Rioja. Consiguió el puesto por unanimidad y se le permitió desplazarse a Calatayud para recoger sus papeles de música y pertenencias.
Se ordenó en 1683, para lo que el cabildo le dio licencia. Sin embargo, para entonces ya tenía problemas con el cabildo por su falta de aplicación en cumplir sus obligaciones. El problema fue agravándose poco a poco y el cabildo acudió al tío, Juan de Cáseda, para ver si consiguen enderezar el problema, sin éxito. En años sucesivos hubo más reprimendas, llegando el cabildo a recibir contestaciones descorteses.
El problema llegó a culminar cuando se ausentó durante las celebraciones del Corpus Christi en 1691: el cabildo mandó su encarcelamiento.

### Magisterio en Pamplona
Un mes después de su encarcelamiento, Cáseda solicitó permiso para realizar las oposiciones para el magisterio en la Catedral de Pamplona, donde era conocido porque poco antes había enviado villancicos para la fiesta de la Asunción. El 7 de septiembre de 1691 fue nombrado maestro de capilla en Pamplona. Tras un permiso para dirigir en Calahorra la fiesta de los santos mártires Emeterio y Celedonio, tomó posesión del cargo en noviembre de 1691.

### Magisterio en Zaragoza
Tras la partida a Salamanca de Tomás Micieces, el menor, quedaban vacantes los magisterios de la Catedral de Zaragoza, La Seo, y del Pilar.

Resolvió el Cabildo que no se pongan edictos, pro hac vice, a los magisterios de capilla, vacos en ambos dos santos templos; y protestaron la resolución de los señores
Arcediano de Belchite y Arcipreste de Belchite; y se dio comisión a los señores Esmir, Amad y Ejea para conferir y tomar medidas de sujetos convenientes para maestro de capilla  del Santo Templo del Salvador y que las que adquirieren, las participen en Cabildo, para que tome las resoluciones que gustase.
Actas capitulares de La Seo, 19 de febrero de 1695

Cáseda se presentó para el magisterio de la Catedral, para cuyo cargo fue nombrado el 22 de abril de 1695. Cinco años después escribiría un informe positivo para Miguel de Ambiela, que se convertiría en maestro de capilla de El Pilar.
En 1706 tuvo un grave problema con la Inquisición. En honor a la visita a la ciudad del archiduque Carlos, incluyó en su misa unos versos en honor y alabanza al archiduque. El Santo Oficio lo condenó al destierro de la Corona de Aragón por diez años, «con privación perpetua para ejercer el cargo de maestro de capilla». El magisterio en La Seo tardó en ser ocupada, encargándose de forma interina el organista Miguel Soriano del cargo. En 1710 se nombró a Francisco Portería para maestro de capilla.

### Magisterio en Sigüenza
A finales de 1708, el cabildo de la Catedral de Santo Domingo de la Calzada (La Rioja) —donde su hermano, Blas de Cáseda, era maestro de capilla desde 1704— le admitió como capellán de la Congregación. En Santo Domingo se quedó al menos hasta mayo de 1710, supliendo además a los contraltos y ayudando en la capilla de música.
El arzobispo de Zaragoza derogó la condena en 1709, lo que permitió a Cáseda conseguir el puesto de maestro de capilla en Cascante, en Navarra.
En 1710 se encontraba en Madrid, cuando solicitó el magisterio en la Catedral de Sevilla. Allí se le cita como «maestro de capilla de Zaragoza», pero el cabildo se inclinó por dar el cargo a Gaspar de Úbeda. Ese mismo año conseguiría el magisterio de capilla de la Colegiata de Alcañiz. Permanecería en Alcañiz hasta 1711. El hecho contradice la fecha de su entrada en Sigüenza en 1716.
Tras quedar vacante el magisterio de la Catedral de Sigüenza cuando José de San Juan consiguió el cargo en las Descalzas Reales de Madrid, Cáseda se presentó a las oposiciones desde Madrid. En las oposiciones, además de Cáseda, participaron dos mozos de coro toledanos, Fermín de Arizmendi y Gregorio Portero, y un ministril de la Catedral de El Burgo de Osma. Tras ganar las oposiciones sin problemas, el 13 de noviembre de 1711 fue nombrado maestro de capilla de la Catedral de Sigüenza.
Desde Sigüenza tomó partido por Francisco Valls en la polémica de la misa Scala Aretina en una carta del 20 de julio de 1716 firmada junto con Francisco Hernández, maestro de capilla del Real Monasterio de la Encarnación de Madrid, y Pedro Gerónimo Borobia, organista primero de la Catedral de Sigüenza.
Se ausentó varias veces de su cargo para realizar diligencias en la Corte, en Zaragoza o Calahorra y en 1723 para tomar baños en Trillo por motivos de salud. Pero permanecería en el cargo hasta su fallecimiento en Sigüenza el 2 de enero de 1725.

## Obra
Su obra se encuentra diseminada por multitud de archivos eclesiásticos. Entre ellos: Aránzazu (Guipúzcoa), Colección de Jesús Garza (México), Real Colegio del Corpus Christi (Valencia), Catedral de Sigüenza (Guadalajara), Catedral de Cuenca, El Escorial, Catedral de Jaca, Catedral de Huesca, Catedral de Barbastro, Palacio Real (Madrid), Catedral de Soria, Catedral de Santo Domingo de la Calzada (La Rioja), Catedral de Segorbe (Castellón), Biblioteca de Cataluña (Barcelona) y Catedral de Zaragoza. Sin embargo resulta muy difícil distinguir la obra de los tres maestros, Diego, José y Blas, ya que a menudo solo firmaban con el apellido.